# Montigny (Meurthe-et-Moselle)
Montigny é uma comuna francesa na região administrativa de Grande Leste, no departamento de Meurthe-et-Moselle. Estende-se por uma área de 6,11 km². Em 2010 a comuna tinha 157 habitantes (densidade: 25,7 hab./km²).